# Smolnik (powiat Sanocki)
Smolnik is een plaats in het Poolse district Sanocki, woiwodschap Subkarpaten. De plaats maakt deel uit van de gemeente Komańcza en telt 160 inwoners.